# 弯梗菝葜
弯梗菝葜（学名：Smilax aberrans）为百合科菝葜属下的一个种。

## 扩展阅读
維基物種上的相關：弯梗菝葜